# François Vermeille
François Vermeille alias Onésime Grosbois (1927-1964), est un chanteur et pianiste français de jazz et variétés.

## Biographie
Né le 22 novembre 1927 dans le 6e arrondissement de Paris, François Vermeille reçoit une éducation musicale classique, et commence à s'intéresser au jazz à l'âge de 7 ans. Il étudie auprès de Léo Chauliac.
Il joue avec Django Reinhardt en 1949, aux côtés d'André Ekyan, Christian Garros et de Jean Bouchety. Ils ont notamment enregistré Nuages, Manoir de mes rêves ou encore Place de Brouckere.
Il a notamment collaboré avec Eddie Barclay sur trente-trois chansons comme auteur, compositeur et interprète pour certaines, ainsi qu'avec Gilbert Bécaud, Dalida, Charles Aznavour...

### Piano bastringue et charlestons
Il a enregistré plusieurs disques sous le pseudonyme d'« Onésime Grosbois », en jouant du piano bastringue légèrement désaccordé dans un style souvent champêtre adapté à de nombreux charlestons, reprenant les succès des cabarets des années 1920 dites « Années folles », ainsi que plusieurs chansons de vedettes telles que Philippe Clay ou Juliette Gréco, ou divers succès d'époque tels que Hello Dolly, accompagné d'un ensemble mi jazz New-Orleans, mi fanfare de kiosque champêtre, tel que trompette, banjo et d'un débonnaire tuba, dont plusieurs disques microsillons 45 tours et 33 tours furent un témoignage au cours des années 1950 et années 1960, prenant l'appellation d'« Onésime Grosbois et son piano d'occasion ».
Il a composé des musiques de film, dont Le Mouton de Pierre Chevalier en 1960.
Il meurt le 5 janvier 1964 en son domicile dans le 6e arrondissement. Il est inhumé au cimetière du Père-Lachaise (85e division).

## Discographie

### Sous le nom d'Onésime Grosbois
- 1954 : Toi qui disais, qui disais, qui disais  (Barclay)
- 1954 : Ah ! quand on s’aime d’amour  (Barclay)
- 1955 : Viens à Nogent (Barclay)
- 1955 : C’est magnifique (Barclay)
- 1956 : Charleston (Barclay)
- 1956 : Istanbul (Barclay)
- 1957 (?) : La Marie vison  (Barclay)
- 1957 : Elle s'était fait couper les cheveux (Barclay)
- 1957 : Un fil sous les pattes (Barclay)
- 1957 : Le facteur de Santa-Cruz (Barclay)
- 1957 : Charleston (Barclay)
- 1957 : Quadrille d'Orphée aux enfers (Barclay)
- 1958 (?) : La môme Kiki  (Barclay)
- 1958 (?) : Charleston (Barclay)
- 1959 : Oi Lambeth Walk (Barclay)
- 1959 : Tom Dooley (Barclay)
- 1960 : Les Flamandes (Barclay)
- 1960 : Milord (Barclay)
- 1960 : Les Flamandes (Barclay)
- 1960 : Yes sir that's my baby (Barclay)
- 1962 : Téléphone Charleston (Barclay)

Pierre-Marcel Ondher fit récemment paraître une recompilaation des anciens disques de piano bastringue, dont ceux d'Onésime Grosbois.

### Sous le nom de François Vermeille
- 1957 : François Vermeille et son piano dansant (Barclay) Sélection Surprise Party: "Joyeux Anniversaire" ref:82199 33 Tour30 cm ref: 82245 Barclay- Surprise Party: "Joyeuse Fête"ref:82238- Sélection Sky-Danse A L'ALPE D'HUEZ EP no 72444-45 Tours- Sélection du BOWLING CLUB EP no 72442- 45-Tours

### En tant qu'accompagnateur
Avec Django Reinhardt et le Hot Club de France
- Une session le 25 octobre 1949 à Genève, à retrouver sur l'Intégrale Django Reinhardt Vol. 18